# Південний Ершир
Півде́нний Е́ршир (англ. South Ayrshire) — область в складі Шотландії. Розташована на заході країни. Адміністративний центр — Ер.

## Населені пункти
| - Аллоуей (Alloway) - Баллантр (Ballantrae) - Баррхілл (Barrhill) - Гірван (Girvan) - Керкмайкл (Kirkmichael) | - Керкосвальд (Kirkoswald) - Колмонелл (Colmonell) - Мейбоул (Maybole) - Пінверрі (Pinwherry) - Прествік (Prestwick) | - Тернберрі (Turnberry) - Трун (Troon) - Ер (Ayr) |

|  |  |